# Robot (노래)
"Robot"는 그룹 씨엔블루(CNBLUE)의 네 번째 메이저 싱글앨범으로, 2012년 12월 19일 일본에서 발매되었다.
지난 10월 아레나투어를 성공적으로 마친 후, 네 번째 메이저 싱글앨범을 발표하였다. 초동 42,563장의 판매고를 올리며 주간 오리콘 차트 2위에 이름을 올렸다.

## 수록곡
1. Robot - 정용화 작사 및 작곡
2. ring - 정용화 작사 및 작곡
3. Starlit Night - 이종현 작곡
4. Robot（Instrumental）- 정용화 작곡